# Glenview Manor
Glenview Manor és una població dels Estats Units a l'estat de Kentucky. Segons el cens del 2000 tenia 191 habitants.

## Demografia
Segons el cens del 2000, Glenview Manor tenia 191 habitants, 79 habitatges, i 62 famílies. La densitat de població era de 737,5 habitants/km².
Dels 79 habitatges en un 31,6% hi vivien nens de menys de 18 anys, en un 78,5% hi vivien parelles casades, en un 0% dones solteres, i en un 20,3% no eren unitats familiars. En el 19% dels habitatges hi vivien persones soles l'11,4% de les quals corresponia a persones de 65 anys o més que vivien soles. El nombre mitjà de persones vivint en cada habitatge era de 2,42 i el nombre mitjà de persones que vivien en cada família era de 2,75.
Per edats la població es repartia de la següent manera: un 21,5% tenia menys de 18 anys, un 2,1% entre 18 i 24, un 18,8% entre 25 i 44, un 26,2% de 45 a 60 i un 31,4% 65 anys o més.
L'edat mediana era de 49 anys. Per cada 100 dones de 18 o més anys hi havia 87,5 homes.
La renda mediana per habitatge era de 98.832 $ i la renda mediana per família de 103.501 $. Els homes tenien una renda mediana de 87.351 $ mentre que les dones 32.500 $. La renda per capita de la població era de 43.382 $. Entorn del 4,8% de les famílies i el 3,9% de la població estaven per davall del llindar de pobresa.

## Poblacions més properes
El següent diagrama mostra les poblacions més properes.